# Maison et bâtiment commercial de Nadjib et Halil Esad à Preševo
La maison et bâtiment commercial de Nadjib et Halil Esad à Preševo (en serbe cyrillique : Кућа за становање и зграда са дућанима Нађибе и Халила Есада у Прешеву ; en serbe latin : Kuća za stanovanje i zgrada sa dućanima Nađibe i Halila Esada u Preševu) se trouve à Preševo, dans le district de Pčinja, en Serbie. Elle est inscrite sur la liste des monuments culturels protégés de la république de Serbie (identifiant no SK 2153),,.

## Présentation
L'ensemble est situé dans le centre-ville, en face du complexe de la mosquée d'Ibrahim Pacha ; il se compose d'une maison d'habitation et d'un bâtiment avec des commerces,.
D'après les archives, la maison a été achetée en 1878 par Esad Hjudaverdi, le père du beau-père de Nadjib Esad, lorsqu'il a déménagé avec sa famille de Vranje à Preševo, immédiatement après la libération de Vranje vis-à-vis des Ottomans ; la famille Esad descend Esad Hjudaverdi, qui a été promu général honoraire lorsque le roi de Serbie Milan Ier l'a décoré de l'ordre royal de Saint-Sava ; les Esad constituent aujourd'hui la seule famille turque de Preševo,.
La maison d'habitation, qui s'inspire des maisons traditionnelles serbes et de l'architecture ottomane, est construite au fond de la cour ; elle est entourée au nord par le bâtiment commercial, à l'est par un jardin ornemental et au sud par la cour elle-même ; édifiée sur un terrain plat, elle est dépourvue de sous-sol,. Elle est constituée d'un rez-de-chaussée qui repose sur un soubassement en pierre et d'un étage ; elle est construite selon la technique des colombages avec un remplissage en osier,. À l'intérieur, la répartition de l'espace est identique au rez-de-chaussée et à l'étage ;il s'organise autour d'un couloir central qui distribue symétriquement une pièce et une cuisine au rez-de-chaussée, deux pièces à l'étage ; le couloir de l'étage aboutit à un porche fermé orienté plein sud,. Les éléments de la maison traditionnelle ont été préservés : fenêtres avec appuis et barreaux, hammam, placard, plafonds et parquet en bois,. Le toit, à quatre pans, est recouvert de tuiles,.
À l'extrémité sud-est de la cour se trouve une cuisine d'été, qui prend la forme d'une petite maison en briques composée d'un simple rez-de-chaussée,.
Le bâtiment avec les commerces a été construit derrière la maison, côté nord ; les magasins du rez-de-chaussée donnent ainsi directement sur la rue,. Ce bâtiment double, de plain-pied, avec une base qui épouse lettre cyrillique « Г », a été construit au tournant des XIXe et XXe siècles pour les besoins du premier bureau de poste et de la banque de la ville. Influencé par l'architecture urbaine de cette époque, il est construit en adobe et recouvert de tuiles,. La façade principale est divisée en quatre parties par des pilastres surmontés de chapiteaux désignés ; au rez-de-chaussée, les portails des magasins sont en bois, ; au premier étage se trouve une rangée de fenêtres et un petit balcon avec un garde-corps en fer forgé, ajouté ultérieurement,.